# Hochschule für Musik Carl Maria von Weber Dresden

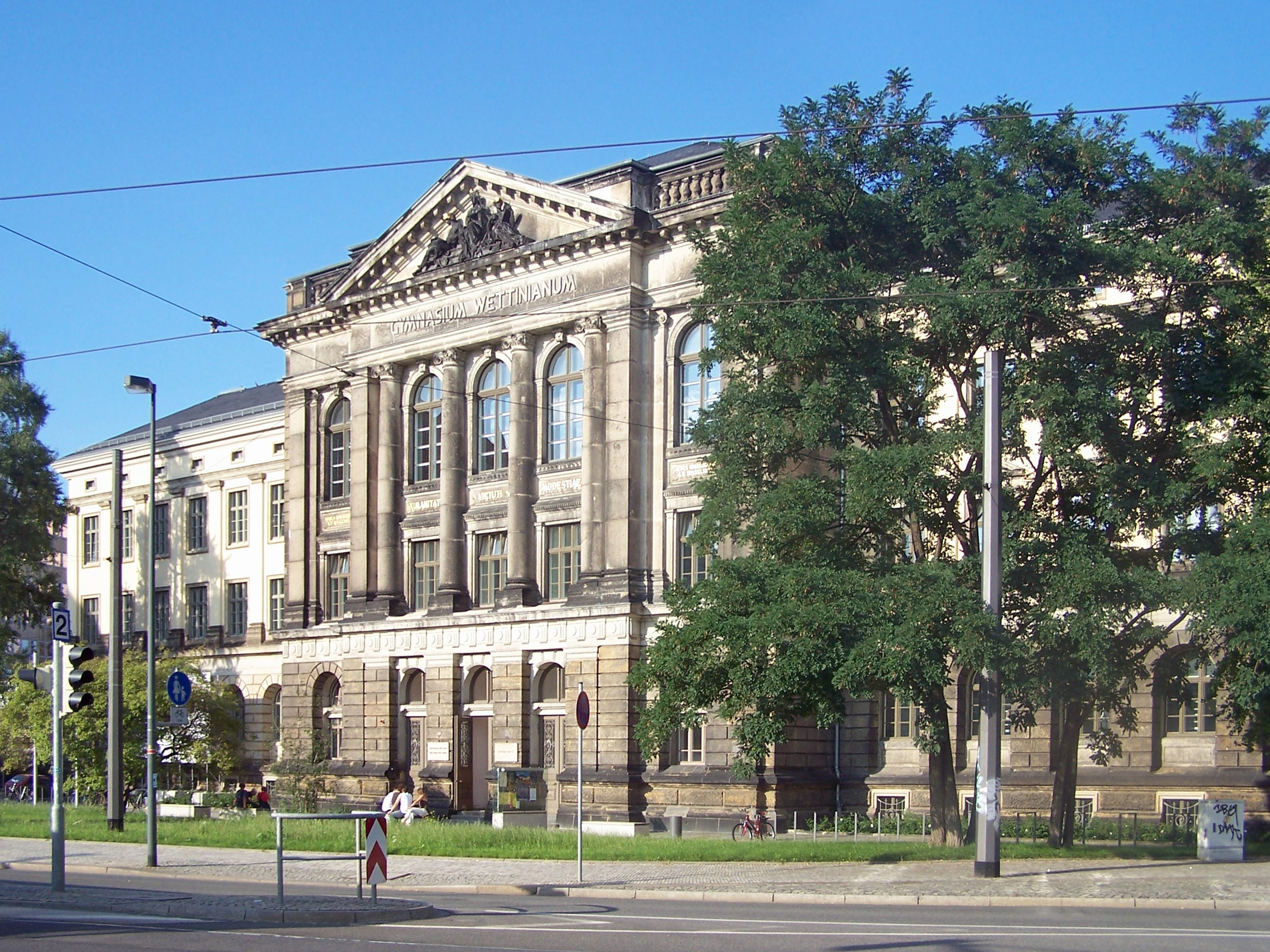
Hoofdgebouw Wettiner Gymnasium

De Hochschule für Musik Carl Maria von Weber is een hogeschool voor muziek in Dresden, die op 1 februari 1856 door de kamermusicus Tröstler werd opgericht. Het was aanvankelijk een privéconservatorium en werd genoemd naar de componist Carl Maria von Weber. Zij behoort tot de oudste muziekhogescholen in Duitsland en naast de naamgever is het begin van het conservatorium ook verbonden met de namen van Francesco Morlacchi en Richard Wagner.

## Tegenwoordig
Tegenwoordig studeren rond 600 studenten aan deze hogeschool. Rector magnificus is professor Stefan Gies. De meeste professoren en docenten werken ook in de beide grote orkesten van de stad mee (Sächsische Staatskapelle Dresden en de Dresdner Philharmonie). 
Tot de inrichtingen behoort ook het Instituut voor musicologie met het Heinrich-Schütz-Archiv en het studio voor stem-research. Verder is er een studio voor elektronische muziek en een instituut voor nieuwe muziek. Het bekende Dresdner Kammerchor is ook aan de hogeschool aangekoppeld. Ook het Sächsisches Landesgymnasium für Musik CARL MARIA VON WEBER Dresden is een inrichting van de Hochschule für Musik Carl Maria von Weber en is in de ruimtes van het conservatorium ondergebracht. 
De bibliotheek van deze hogeschool heeft een bestand van rond 80.000 boeken en partituren en 11.000 audiomedia. 
In beide gebouwen aan de Wettiner Platz en in de Blochmannstraat zijn concertzalen. Op het terrein van het hoofdgebouw aan de Wettiner Platz werd recent een nieuw gebouw gevestigd. In een feestweek van 31 oktober 2008 tot 9 november 2008 werd het eerste deel, een 430 zitplaatsen grote nieuwe concertzaal in gebruik genomen. 
De navolgende studierichtingen werden aan de Hochschule für Musik Carl Maria von Weber aangeboden:
- Orkestmuziek
- Jazz/Rock/Pop
- Zang
- Schoolmuziek
- Dirigeren / Koorrepetitie
- Muziekpedagogiek
- Compositie / Muziektheorie
- Piano

## Bekende studenten
- Hartmut Haenchen, dirigent
- Pauline Hall, Noorse componiste
- Petko Stainoff, Bulgaars componist
- Paul Albin Stenz, Nederlands componist en dirigent